# Inveruglas
Inveruglas è un villaggio sulla sponda occidentale del Loch Lomond, abbastanza vicino all'estremità settentrionale del lago e si trova all'interno del Loch Lomond and The Trossachs National Park. Si trova sulla strada statale A82, che collega Glasgow a Inverness. Storicamente era nel Dunbartonshire, ma dal 1996 fa parte di Argyll e Bute.